# Андрієвський Олексій Олександрович
Олексі́й Олекса́ндрович Андріє́вський (псевдоніми: Андибер, А.Каневський, Ол. Канівець; 28 лютого (12 березня) 1845, Канів — 9 (22) липня 1902, Київ) — український педагог, історик, літератор, публіцист, археограф і громадський діяч.

## Життєпис
Народився 28 лютого (12 березня) 1845 року в Каневі в родині Олександра Федоровича Андрієвського, священика, вчителя Закону Божого Канівського повітового дворянського училища, та Сусани Стефанівни.

### Освіта
Закінчив Другу Київську гімназію (1861), історико-філологічний факультет Київського імператорського університету Святого Володимира (1865).

### Педагогічна діяльність
На державній службі з 10 січня 1866 року. У Київському навчальному окрузі з 14 вересня 1885 року.
Викладав російську мову та літературу в гімназіях Катеринослава (1866 —1871), Одеси та Тули.
За антиурядову діяльність перебував на засланні в Архангельську та В'ятці (1877 —1881). Працював у В'ятському статистичному комітеті. Після повернення в Україну — редактор неофіційної частини «Киевских губернских ведомостей» (1881 —1885).
Брав участь у багатьох громадсько-культурних заходах, зокрема на ниві народної освіти. З 1885 — інспектор Златопільської гімназії, а згодом — інспектор народних шкіл на Катеринославщині. Викладав у Першій київській гімназії (1886 —1896). Директор сирітського будинку в Одесі (1896 —1902).
Член Історичного товариства Нестора-літописця, Одеського товариства історії і старожитностей та ін.
Автор праць, присвячених українській та російській літературі, зокрема про Г. Ф. Квітку та Т. Г. Шевченка, історії взаємовідносин українських земель та Росії з Польщею, Туреччиною та Кримським ханством, переселенню сербів, болгар, чорногорців та ін. Опублікував ряд документів з історії Гетьманщини, Малоросійської колегії, Київського магістрату та губернської канцелярії, намісництв.

### Громадська та творча діяльність
Андрієвський — один з ініціаторів створення «Товариства піклування про жіночу освіту» в Катеринославі, засновник «Товариства сприяння початковій освіті». Написав ряд статей і наукових розвідок з історії Запорозької Січі, Правобережної України і Києва, а також праці про Т. Г. Шевченка, В. А. Жуковського, Є. А. Баратинського, Г. Квітки-Основ'яненка. Могила на Байковому (Новобайковому) цвинтарі, ліворуч від головної алеї. На одній із сторін білого надгробка напис: "…І оживу, і думу вольную на волю із домовини ввозову. Борітеся - поборете!" Ф. Бахтинський вважав, що вперше українське слово написане на цьому надгробкові на Байковому кладовищі. 
Помер 9 (22) липня 1902 року в Києві від саркоми, похований на Байковому кладовищі.

### Нагороди
- Орден Святого Станіслава 2 ступеня — квітень 1885 року.

## Родина
Брат Андрієвського Митрофана Олександровича.

## Праці
- Поминки Тараса Григорьевича Шевченко в отзывах о нем иностранной печати. — Одесса, 1879; (рос.)
- Поминки Тараса Григорьевича Шевченко 25-го февраля 1879 года в Одессе. — Одесса, 1879; (рос.)
- Исторический очерк Вятки до открытия наместничества // Столетие Вятской губернии, 1780—1880: Сб. материалов по истории Вятского края: В 2 т. — Вятка, 1880. — Т. 1; (рос.)
- Поминки Тараса Григорьевича Шевченко 25-го февраля 1882 года в Екатеринодаре. — Екатеринодар, 1882; (рос.)
- Исторические материалы из архива Киевского губернского правления / Сост. А. А. Андриевский. — К., 1882—1886. — Т. 1–10; (рос.)
- Путевой журнал секунд-майора Матвея Миронова в командировку его к крымскому хану 1755 года // Киевская старина. — 1885. — № 11. — С. 339–343. (рос.)
- Межигорская старина. — К., 1885; Дела, касающиеся запорожцев, с 1715 по 1774 г. // Записки Одесского общества истории и древностей. — 1886. — Т. 14; (рос.)
- Материалы для истории Южнорусского края в XVIII ст. (1715—1774), извлеченные из старых дел Киевского губернского архива А. А. Андриевским. — Одесса, 1886; (рос.)
- Киевские смуты середины прошлого столетия // Киевская старина. — 1886. — № 12; (рос.)
- Войтство И.Сычевского в Киеве (1754—1766). — К., 1889; (рос.)
- Страницы из прошлого г. Переяслава. — К., 1889; (рос.)
- Материалы по истории Запорожья и пограничных отношений (1743—1767). — Одесса, 1893; (рос.)
- Реляции киевского генерал-губернатора [Ф. М. Воейкова] за 1768 и 1769 // Чтения в историческом обществе Нестора-летописца. — 1893. — Кн. 7; (рос.)
- Архивная справка о составе Киевского «Общества» в 1782—1797 // Киевская старина. — 1894. — № 2; (рос.)
- Из жизни Киева в XVIII веке: Архивные заметки. — К., 1894; (рос.)
- Русские конфиденты в Турции и Крыму в 1765—1768. — К., 1894; (рос.)
- Комиссия 1749 г. для разбора взаимных претензий татар и Запорожья. — К., 1896; (рос.)
- Материалы для характеристики последних киевских сотников // Чтения в историческом обществе Нестора-летописца. — 1896. — Кн.10; (рос.)
- Еще страничка из прошлого Переяслава. — К., 1901; (рос.)
- Поминки Т. Г. Шевченко врусской печати в сороковую годовщину его смерти. — Одесса, 1902; (рос.)
- Об отношении Т. Г. Шевченко к жизни. — Одесса, 1903. (рос.)